# Massacre au camp d'été 4
Série Massacre au camp d'été
Blood Camp
(2008)
Pour plus de détails, voir Fiche technique et Distribution.
Massacre au camp d'été 4 (Sleepaway Camp IV: The Survivor) est un film d’horreur américain réalisé par Jim Markovic, sorti en 2012.
Il s'agit du cinquième film de la série des Massacre au camp d'été. Se déroulant après les événements de Massacre au camp d'été 3 (1989), il devait à l'origine être le quatrième film de la série. Le tournage est interrompu en 1992 à la suite de la fermeture de Double Helix Films. 
Une version inachevé du film est dans un premier temps proposée en tant que bonus dans un coffret regroupant la trilogie originale en 2002. Néanmoins, à la suite de l'utilisation d'images d'archives des précédents films, le film a pu être terminé et est sorti directement en vidéo en 2012.

## Synopsis
Angela Baker est toujours vivante et continue ses agissements sadiques en tuant des adolescents remuants dans le camp de vacances Arawak. Mais un nouveau groupe de héros se forme, composé de Martha, la tante d'Angela, Ricky son cousin, apparu dans le premier film, et Ronnie, survivant de la folie meurtrière de la tueuse. Ils seront les seuls à pouvoir arrêter cette folle pour de bon.

## Fiche technique
- Titre original : Sleepaway Camp IV: The Survivor
- Titre français : Massacre au camp d'été 4
- Réalisation : Jim Markovic
- Scénario : Tommy Clohessy
- Durée : 70 min
- Genre : horreur / thriller
- Date de sortie : 23 mars 2012  États-Unis (DVD)

## Distribution
- Carrie Chambers : Allison Kramer / Angela Baker
- Victor Campos : Eugène The Hunter
- John Lodico : Jack The Ranger

## Production
Le développement du film débuta en 1992, mais le studio de production Double Helix Films a fait faillite et le film ne fut pas complété. En 2002, les scènes tournées sont apparues en bonus dans le DVD Sleepaway Camp Survival Kit, sous le nom de Sleepaway Camp IV Production Footage. Le film fut complété en 2012 via l'utilisation de scènes d'archives.